# Maretto
Maretto es un municipio italiano situado en la provincia de Asti, en Piamonte. Tiene una población estimada, a fines de enero de 2025, de 385 habitantes.

## Evolución demográfica
| Gráfica de evolución demográfica de Maretto entre 1861 y 2025 |
|                                                               |
| Fuente: ISTAT - Elaboración gráfica de Wikipedia              |